# Генеманс, Эваут
Эваут Генеманс (нидерл. Ewout Genemans род. 7 февраля 1985 года, Гаага, Нидерланды) — голландский продюсер, ведущий, певец и актёр.
Генеманс является ведущим детского блока телепередач Z@PP на 3-м нидерландском канале Nederland 3, и его продюсерская компания 'No Pictures Please' производит несколько телевизионных программ.

## Карьера
1 декабря 2011 года  подписал эксклюзивный контракт с Нидерландской радиовещательной компании (AVRO), согласно которому он будет выступать в качестве ведущего Детского конкурса песни Евровидение 2012

## Телекарьера
- 2003 - Vrienden zonder grenzen Teleac/NOT (актёр)
- 2004-2007 - Zoop Nickelodeon (актёр)
- 2007–наст. время - Willem Wever NCRV (ведущий)
- 2007-2008 - Sudokidz NCRV (ведущий)
- 2007–наст. время - BZT-Show NCRV (ведущий)
- 2009 - Museumbende AVRO (ведущий)
- 2009–наст. время - Kinderprinsengrachtconcert AVRO (ведущий)
- 2009–наст. время - AvaStars LIVE AVRO (ведущий)
- 2010 - S1NGLE NET 5 (гость)
- 2010 - Wie wordt Kruimeltje? AVRO (ведущий)
- 2010–наст. время - Junior Songfestival AVRO (ведущий)
- 2010 - Junior Sintfestival AVRO (ведущий)
- 2011 - Zapp live NCRV/Nederland 3 (ведущий)
- 2011 - Amsterdam Gay Pride AVRO/Nederland 3 (ведущий)
- 2011 - Onder Wibi's Vleugels AVRO/Nederland 1 (ведущий)
- 2011 - Gouden televizierringgala AVRO/Nederland 1

## Фильмография
| Год  |   | Русское название | Оригинальное название | Роль |
| ---- | - | ---------------- | --------------------- | ---- |
| 2005 | ф | Zoop in Africa   | Zoop in Africa        |      |
| 2006 | ф | Zoop in India    | Zoop in India         |      |
| 2007 | ф | Zoop in America  | Zoop in America       |      |

## Дискография
- "Verliefd"
- "Ooh Ooh het voelt zo goed"
- "Laat me leven"
- "Djeo Ma Djula" (Zoop in Africa)
- "India you're like magic to me" (Zoop in India)
- "Baila Mi Tango" (Zoop in South America)